# Paia
Pour le constructeur de matériel audio, voir PAiA
Cette page contient des caractères spéciaux ou non latins. S’ils s’affichent mal (▯, ?, etc.), consultez la page d’aide Unicode.
Paia (graphie hawaïenne : Pāʻia)  est une localité située dans le comté de Maui, sur la côte nord de l’île de Maui, à Hawaï, aux États-Unis. Selon le recensement de 2010, sa population s’élève à 2 668 habitants, pour une superficie totale de 17,5 km2.

## Démographie
| Groupe            | Paia | Hawaï | États-Unis |
| ----------------- | ---- | ----- | ---------- |
| Blancs            | 42,7 | 24,7  | 72,4       |
| Asiatiques        | 23,8 | 38,6  | 4,8        |
| Métis             | 23,5 | 23,6  | 2,9        |
| Océano-Américains | 7,7  | 10,0  | 0,2        |
| Autres            | 1,5  | 1,6   | 6,2        |
| Amérindiens       | 0,6  | 0,3   | 0,9        |
| Afro-Américains   | 0,2  | 1,6   | 12,6       |
| Total             | 100  | 100   | 100        |
|                   |      |       |            |
| Latino-Américains | 10,2 | 8,9   | 16,7       |

Paia est une localité très diverse sur le plan ethnique. En 2010, les Philippino-Américains représentent 28,3 % de la population, alors que les autochtones hawaïens en représentent 22,8 %, Nippo-Américains 11,5 % et les Sino-Américains 9,7 %, les Porto-Ricains 5,7 %, les Mexicano-Américains 1,5 %,,.
Selon l'American Community Survey, pour la période 2011-2015, 89,45 % de la population âgée de plus de 5 ans déclare parler l'anglais à la maison, alors 6,02 % déclare parler l'ilocano et l'hawaïen, 0,96 % le japonais, 0,83 % l'allemand, 0,58 % l'espagnol, 0,50 % le portugais, 0,46 % le français, 0,33 % le tagalog et 0,87 % une autre langue.
| 2000  | 2010  | - | - | - | - |
| ----- | ----- | - | - | - | - |
| 2 499 | 2 668 | - | - | - | - |

## Source
- (en) Cet article est partiellement ou en totalité issu de l’article de Wikipédia en anglais intitulé « Paia, Hawaii » (voir la liste des auteurs).